# 과학 교육
과학 교육(Science education)은 초등학생, 대학생, 일반 대중을 대상으로 과학을 가르치고 배우는 것이다. 과학 교육 분야에는 과학 내용, 과학 과정(과학적 방법), 일부 사회 과학 및 일부 교육학 분야의 작업이 포함된다. 과학 교육의 표준은 K-12 교육 과정 전체와 그 이후 과정을 통해 학생들의 이해 발전에 대한 기대를 제공한다. 표준에 포함된 전통적인 과목은 물리, 생명, 지구, 우주 및 인문 과학이다.

## 같이 보기
- 변두리 과학
- 교육 연구
- 인식론
- 대학원
- 탐구학습
- 교육학
- 수학 교육
- 공과대학
- 과학 문해